# Jonathan A. Rosenbaum
Pour les articles homonymes, voir Jonathan Rosenbaum et Rosenbaum.
Jonathan A. Rosenbaum est un réalisateur et producteur américain de télévision.

## Filmographie

### Télévision

#### Téléfilm
- 2012 : Une danse pour Noël (Holiday Spin)
- 2013 : Nicky Deuce
- 2014 : Pants on Fire

#### Série télévisée
- 1998 : The Pork, the Fork and the Man from New York (programme court)
- 2002 : Scaredy Camp
- 2003 : The Blobheads
  - (saison 1, épisode 02 : The Emperor's New Tutor)
  - (saison 1, épisode 05 : A Cure for the Uncommon Cold
- 2004 : Love It or Lose It
- 2006 : Le Messager des ténèbres (The Collector) (saison, épisode  : The Vampire)
- 2007 : Zixx: Level Three :
  - (saison 3, épisode 10 : While the Iron Is Hot)
  - (saison 3, épisode 11 : The 'I' in Team)
- 2008 : The Triple Eight :
  - (saison 1, épisode 02 : Cat in a Hot Tin Box)
  - (saison 1, épisode 06 : Faith Off)
- 2009 : The Assistants :
  - (saison 1, épisode 07 : The Addiction)
  - (saison 1, épisode 08 : The Wrap Party)
  - (saison 1, épisode 11 : The Loophole)
  - (saison 1, épisode 12 : The Competitions)
  - (saison 1, épisode 13 : Roomies)
- 2009 - 2011 : The Troop (13 épisodes)
- 2010 - 2011 : Big Time Rush :
  - (saison 1, épisode 06 : La Chanson d'amour)
  - (saison 1, épisode 11 : Les Rois de la fiesta)
  - (saison 1, épisode 20 : Le Concert (1/2))
  - (saison 1, épisode 19 : Le Concert (1/2))
  - (saison 2, épisode 16 : Le Girls Band)
- 2011 : Quoi de neuf Phacochères ! (What's Up Warthogs!) :
  - (saison 1, épisode 01 : The Eric and Charlie Show)
  - (saison 1, épisode 02 : And That's What's Up)
- 2011 : Imagination Movers :
  - (saison 3, épisode 19 : Shall We Dance)
  - (saison 3, épisode 22 : Scott and the Beanstalk)
- 2011 : Supah Ninjas (saison 1, épisode 12 : Mallini, le magnifique)
- 2011 - 2012 : Zeke et Luther (Zeke and Luther) :
  - (saison 3, épisode 12 : DJ PJ)
  - (saison 3, épisode 13 : Trucky Cheese)
  - (saison 3, épisode 15 : Skate Troopers)
  - (saison 3, épisode 24 : Accidental Hero)
  - (saison 3, épisode 29 : Sk8 Mile)
- 2012 : Level Up :
  - (saison 1, épisode 17 : The Swirling Giver)
  - (saison 1, épisode 18 : The Dark Marts)
- 2011 - 2014 : Section Genius (A.N.T. Farm)
  - (saison 3, épisode 10 : L'Étrange Mme Goo Goo)
  - (saison 3, épisode 15 : La Fausse Mission secrète)
  - (saison 1, épisode 20 : Petit Papa Genius)
  - (saison 1, épisode 17 : La Soirée Pyjama)
- 2011 - 2013 : Mr. Young (19 épisodes)
- 2013 : Wendell & Vinnie (saison 1, épisode 08 : Baseball and Bad Dates)
- 2013 - 2014 : Package Deal :
  - (saison 1, épisode 05 : The Bully)
  - (saison 2, épisode 03 : Sex, Sex, Sex)
  - (saison 2, épisode 08 : Downton Danny)
  - (saison 2, épisode 12 : The Break Up Part One)
  - (saison 2, épisode 13 : The Break Up Part Two)
- 2013 - 2014 : Mighty Med (7 épisodes)
- 2014 : L'Heure de la peur (R.L. Stine's The Haunting Hour) (saison 4, épisode 05 : Return of the Pumpkinheads)
- 2014 : The Stanley Dynamic (saison, épisode  : The Stanley Wild Weekend)
- 2014 : Jessie (saison 3, épisode 21 : Coup de foudre à New York)
- 2014 : Austin et Ally (Austin & Ally) :
  - (saison 3, épisode 07 : Austin et Alias)
  - (saison 3, épisode 17 : Le Bal de Promo)
- 2014 : Some Assembly Required (7 épisodes)
- 2014 - 2015 : Le Monde de Riley (Girl Meets World) :
  - (saison 1, épisode 06 : À la découverte de la popularité)
  - (saison 1, épisode 18 : Le Plan parfait)
- 2015 : Agent K.C. (K.C. Undercover) (14 épisodes)